# Hohnderfeldbach
Der Hohnderfeldbach ist ein Bach in Bonn, Stadtbezirk Hardtberg. Seine Gesamtlänge beträgt 1,22 Kilometer, sein Einzugsgebiet umfasst 0,1 Quadratkilometer.
Der Honderfeldbach durchfließt überwiegend Siedlungsraum und ist zu über 50 % verrohrt, was seine
ökologische Funktion stark beeinträchtigt.
Er führt seit geraumer Zeit nur noch zeitweise bzw. teilweise Wasser. Der Grund dafür liegt in Wasserverlusten im Bereich von Drainagen unweit einer ehemaligen BGS-Sporthalle und einer undichten Bachverrohrung in der Villemombler Straße.